# Nicaragua-Großohrfledermaus

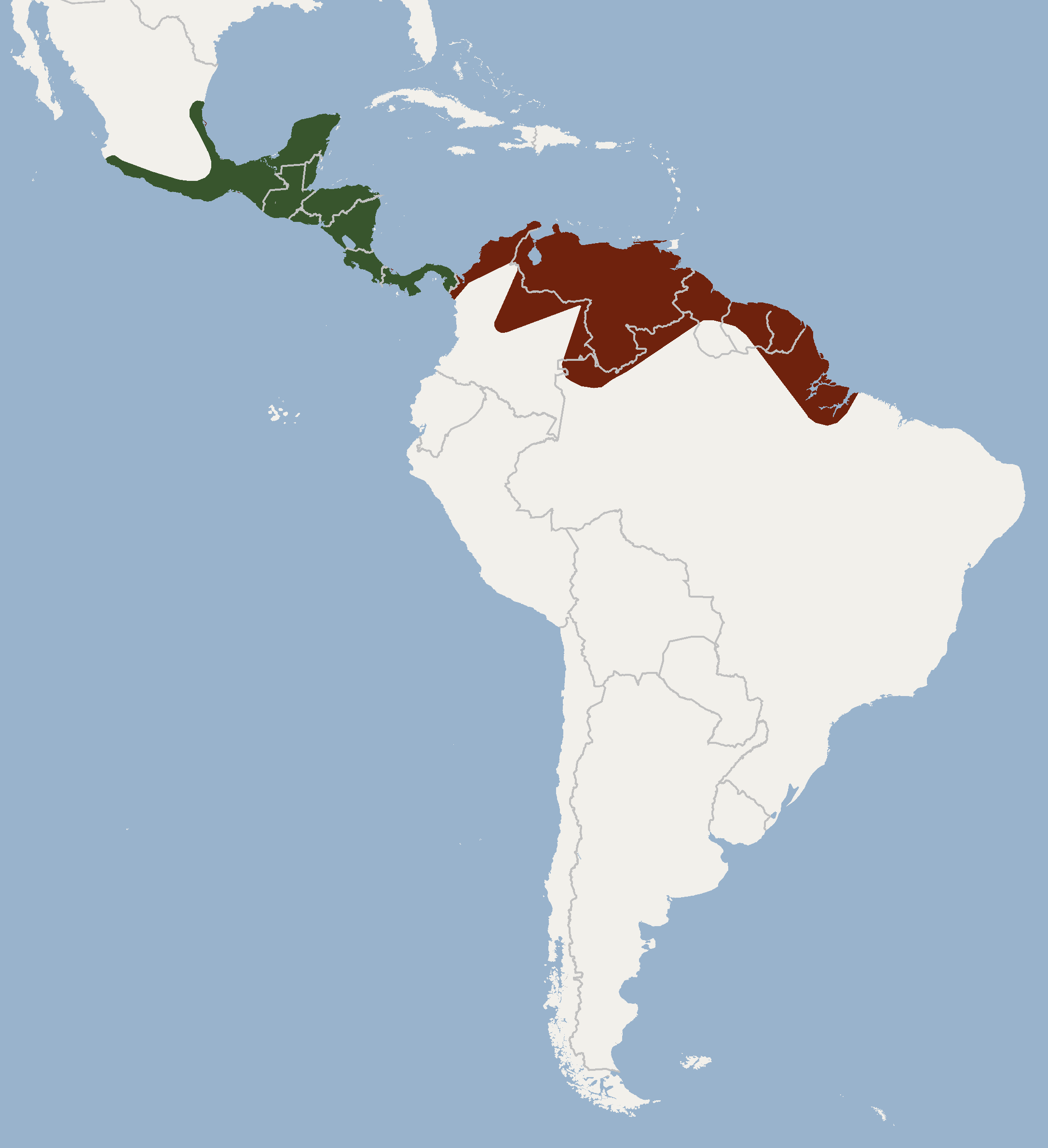
Grobe Skizze des Verbreitungsgebiets (Text beachten)

Die Nicaragua-Großohrfledermaus (Micronycteris microtis) ist ein in Mittel- und Südamerika verbreitetes Fledertier in der Unterfamilie der Lanzennasen. Die Population wurde längere Zeit in die Brasilianische Großohrfledermaus (Micronycteris megalotis) eingeordnet. Nach zukünftigen genetischen Studien könnte die Unterart M. m. mexicana Artstatus erhalten. Der deutsche Name bezieht sich auf den Fundort des Typusexemplars bei San Juan de Nicaragua.

## Merkmale
Die Exemplare sind mit einer Gesamtlänge von 55 bis 65 mm, inklusive eines 11 bis 17 mm langen Schwanzes und mit einem Gewicht von 3,5 bis 9 g kleine Fledermäuse. Sie besitzen 32 bis 39 mm lange Unterarme, Hinterfüße von 7 bis 11 mm Länge und 18 bis 23 mm lange Ohren. Typisch sind die abgerundeten Ohren, die zu einem Drittel auf der Innenseite behaart sind. Weiterhin sind kleine Augen und lange Haare auf dem Rücken auffällig. Die Haare des braunen Fells sind oberseits an der Wurzel weiß und unterseits dunkel. Die Variation reicht von zimtfarben bis graubraun mit gelben Tönen. Vom Schwanz ragt nur eine kleine Spitze aus der Mitte der Schwanzflughaut. Die Nicaragua-Großohrfledermaus hat einen langen Fersensporn (Calcar). Die 34 Zähne verteilen sich nach der Zahnformel I 2/2, C 1/1, P 2/3, M 3/3. Wie bei allen Lanzennasen besteht das Nasenblatt aus einer runden Grundform und einem lanzenförmigen Aufsatz.

## Verbreitung
Die Art hat Populationen im östlichen und westlichen Mexiko, die sich am Isthmus von Tehuantepec vereinen und bis Panama reichen. In Südamerika hat die Nicaragua-Großohrfledermaus eine große Population im Amazonasbecken sowie kleiner in Bolivien, Venezuela und Kolumbien. Sie lebt im Hügel- und Bergland zwischen 300 und 2600 Meter Höhe. Die Fledermaus bewohnt tropische Gebirgsregenwälder, teilweise laubabwerfende Wälder, baumbestandene Sümpfe, Plantagen und die Übergangszone zwischen den Regionen Cerrado und Mata Atlântica.

## Lebensweise
Das Tagesversteck kann in Höhlen, Bergwerken, Baumhöhlen, Gebäuden, Straßendurchlässen und in unterirdischen Bauen anderer Tiere liegen. Die Nicaragua-Großohrfledermaus ruht meist zu dritt oder zu viert, aber auch allein oder in Gruppen mit 25 Mitgliedern. Die Nahrungssuche findet oft im Unterholz oder dicht über freien Flächen statt. Dabei werden verschiedene Insekten im Flug gefangen oder von Gewächsen abgesammelt. In Costa Rica wurden Insekten von 13 verschiedenen Insektenordnungen als Nahrung registriert. Zusätzlich nimmt die Fledermaus Früchte zu sich. Zu Beginn der Regenzeit erfolgt die Geburt eines einzelnen Nachkommen.

## Gefährdung
Für den Bestand sind keine Bedrohungen bekannt. Die Gesamtpopulation kann aufgrund der häufigen Verwechslung mit der Brasilianischen Großohrfledermaus nicht ermittelt werden. Die IUCN listet die Art als nicht gefährdet (least concern).